# Eremophila ciliata
Eremophila ciliata är en flenörtsväxtart som beskrevs av Chinnock. Eremophila ciliata ingår i släktet Eremophila och familjen flenörtsväxter. Inga underarter finns listade i Catalogue of Life.